# Le Malheur qui passe (film, 1915)
Pour plus de détails, voir Fiche technique et Distribution.
Le Malheur qui passe est un film muet français réalisé par Georges Monca, sorti en 1915.

## Fiche technique
- Titre : Le Malheur qui passe
- Réalisation : Georges Monca
- Scénario : Georges Monca, Ferdinand Zecca
- Photographie :
- Montage :
- Société de production : Société cinématographique des auteurs et gens de lettres (S.C.A.G.L)
- Société de distribution : Pathé Frères
- Pays d'origine :  France
- Langue : film muet avec les intertitres en français
- Métrage : 1 045 mètres
- Format : Noir et blanc+ Couleurs — 35 mm — 1,33:1 — Muet
- Genre :  Film dramatique
- Durée : 35 minutes
- Dates de sortie : 
  -  France : 12 novembre 1915

## Distribution
- Paul Escoffier
- Gabrielle Robinne
- Léon Bernard
- Marie-Louise Derval
- Henri Bosc
- Georges Tréville